# Leptomithrax garricki
Leptomithrax garricki is een krabbensoort uit de familie van de Majidae. De wetenschappelijke naam van de soort is voor het eerst geldig gepubliceerd in 1966 door Griffin.